# Guerra de la Liga
Der Guerra de la Liga war der zweite Bürgerkrieg in der Geschichte von Costa Rica, im September und Oktober 1835, als Braulio Evaristo Carrillo Colina Staatspräsident war. 

## Ley de la Ambulancia
Das Ley de la Ambulancia war ein Gesetz, mit dem das Rotationsprinzip auf den Regierungs- und Parlamentssitz von Costa Rica angewendet werden sollte.
1834 hatte das Parlament beschlossen, den Regierungssitz von Costa Rica im vierjährlichen Turnus in die Städte Alajuela, Heredia, Cartago und San José zu verlegen.

## San Juan del Murciélago
Am 27. August 1835 dekretierte das Parlament eine Hauptstadt in San Juan del Murciélago zu errichten.
Der Plan der Hauptstadt in San Juan del Murciélago hob das Ley de la Ambulancia praktisch auf, was zu einem Konflikt mit den Städten führte, die als Königspfalz vorgesehen waren. Ein weiteres Konfliktmoment war die Aufhebung einer Kirchensteuer, des Diezmo.
Im September 1834 brachten 1300 Mann aufständische Truppen aus Cartago ein Prozessionsbild der Nuestra Señora de los Ángeles in die Kirche von Curridabat und errichteten dort ihr Hauptquartier.
Diesem Beispiel, folgten die Städte Alajuela und Heredia.
Am 26. September 1835 belagerten die Truppen der drei Städte der Liga, San José.
3000 Mann Regierungstruppen unter dem Kommando von José Angel Soto lagerten in San Juan de Tibás.
Vor Ausbruch von Feindseligkeiten gab es Verhandlungen. 
Mit dem Angriff der Truppen aus Cartago unter Máximo Cordero wurden die Verhandlungen beendet.
An einem Tag schlugen die Regierungstruppen die Truppen aus Cartago bei Cuesta de las Moras, Curridabat, Ochomogo und besetzten Cartago.
In der Folge zogen sich die Truppen aus Alajuela und Heredia auf das Nordufer des Río Virilla zurück.
Die Aufständischen wählten am 18. Oktober 1835 Nicolás Ulloa Soto zum Diktator ihrer Liga, der mit der Regierung in verhandelte.
Am 24. Oktober 1835 wurde ein Friedensvertrag ausgehandelt, der aber nicht von der Liga bestätigt wurde, da er zwar Interessen von Heredia und Alajuela berücksichtigte aber nicht die von Cartago.
Nachdem die Verhandlungen gescheitert waren, überquerten die Truppen aus San José am 28. Oktober 1835 den Río Virilla, schlugen die Truppen der Liga, besetzten Heredia und Alajuela. Mit der Kapitulation der letzten Truppen der Liga im Morgengrauen des 28. Oktober 1835 war der Bürgerkrieg beendet.
Einige Führer der Liga gingen ins Exil andere erhielten Geld- oder Haftstrafen. Der Kommandant von Cartago, Francisco Roldán wurde erschossen, da der die Garnison der Stadt an die Aufständischen übergeben hatte. 1838 wurde eine Amnestie für die Beteiligten dieses Aufstandes erlassen.